# Maad (Beilstein)

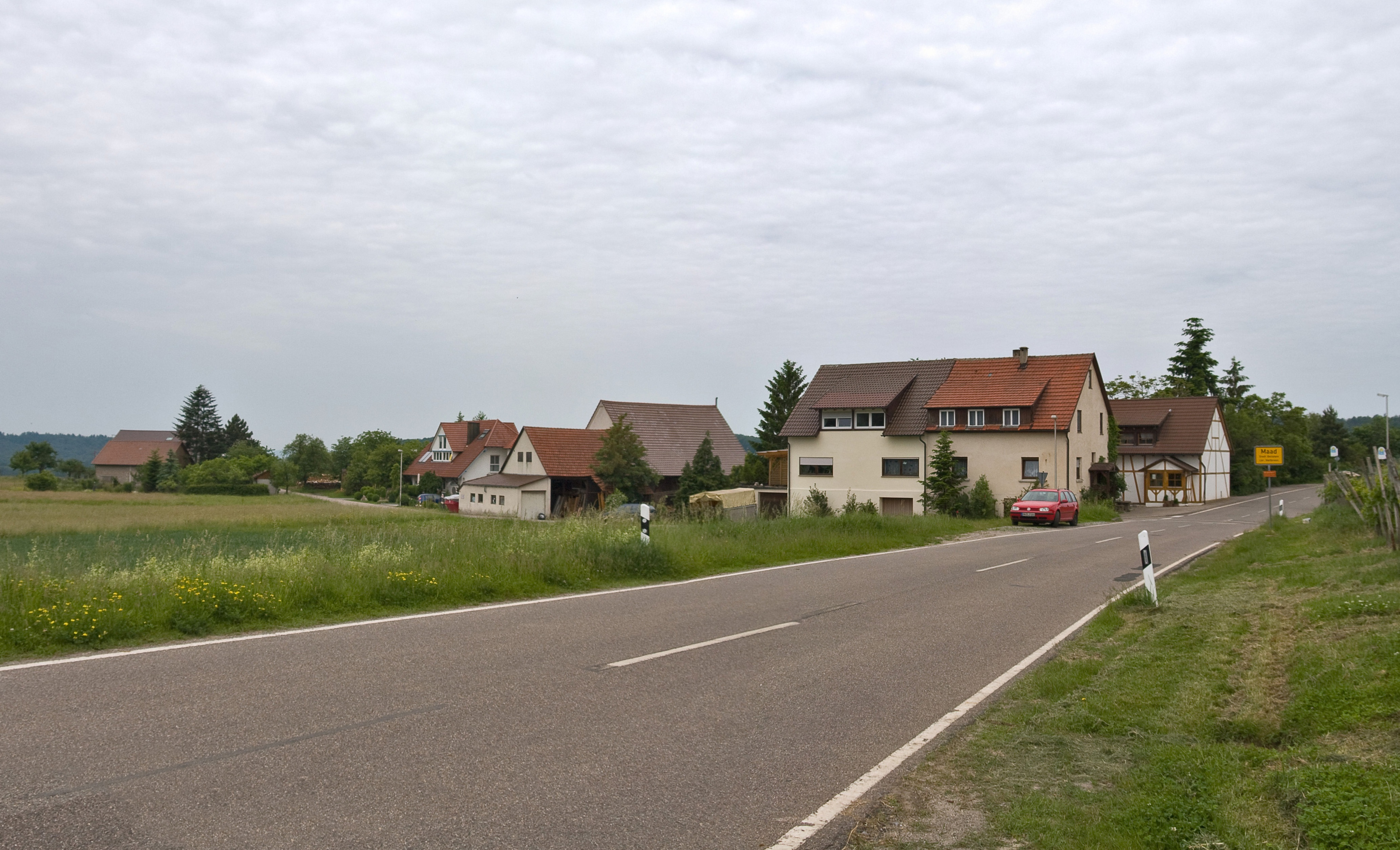
Ortsansicht von Maad

Maad ist ein Weiler im Landkreis Heilbronn im nördlichen Baden-Württemberg, der einst zu Schmidhausen zählte und mit diesem 1971 zur Stadt Beilstein kam.

## Geografie
Maad liegt im Schwäbisch-Fränkischen Wald etwa drei Kilometer nordöstlich von Schmidhausen, zwischen Billensbach und Jettenbach am linken Ufer des Schmidbachtals, das von Nordosten bei Löwenstein kommend nach Schmidhausen im Südwesten abfällt.

## Geschichte

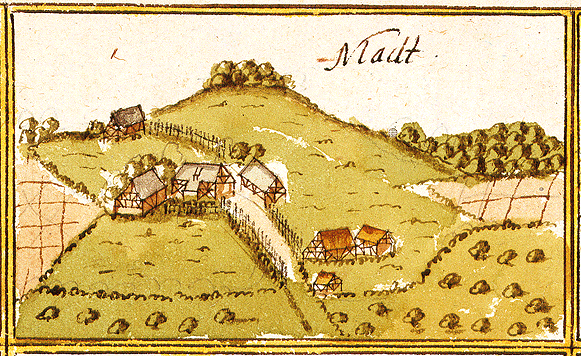
Zeichnung von 1686

Maad entwickelte sich im 16. Jahrhundert auf einer gerodeten Weidefläche („Mahd“) im Schmidbachtal, auf der Tagelöhner bescheidene Landwirtschaft betrieben. 1559 wurde neben Äckern, Wiesen und Weingärten erstmals ein Haus mit Hofraite erwähnt. 1589 werden zwei Güter genannt, davon eines als Sölde mit dem zuvor erwähnten Wohnhaus, Hofraite und inzwischen auch einer Scheune, während das andere Gut noch ohne Gebäude war. Beide Güter hatten zusammen 16 Morgen Land, von denen sechs Morgen bewaldet waren und jeweils fünf Morgen für Ackerbau und Weinbau genutzt wurden. Die Weinbauern aus Maad nutzten die Kelter im benachbarten Billensbach. 1753 gab es vier Herdstellen in Maad, 1810 gab es 23 Einwohner. Die Einwohnerzahl schwankte bis 1979 jeweils zwischen 16 und 28 Personen.
Bei der Umsetzung der neuen Verwaltungsgliederung im Königreich Württemberg wurde Maad 1810 mit Schmidhausen dem Oberamt Marbach zugeordnet.
Der Weiler zählte stets zu Schmidhausen und teilt dessen Geschichte, kam also auch mit diesem 1971 zu Beilstein.